# Автоматна вулиця (Київ)
Автома́тна ву́лиця — зникла вулиця, що існувала в Московському районі міста Києва, місцевості Багринова гора, Лиса гора. Пролягала від проспекту Науки до Панорамної вулиці.

## Історія
Виникла в середині XX століття під назвою Нова, назву Автоматна набула 1958 року.  Офіційно ліквідована в 1977 році. У подальшому перетворилася на безіменний проїзд, що проходив від проспекту Науки до Панорамної вулиці.
Нині на картах колишня Автоматна вулиця зображується як частина Панорамної вулиці.